# Microcephalops subaeneus
Microcephalops subaeneus är en tvåvingeart som beskrevs av Enrico Adelelmo Brunetti 1923. Microcephalops subaeneus ingår i släktet Microcephalops och familjen ögonflugor. Inga underarter finns listade i Catalogue of Life.